# Hedyotis shettyi
Hedyotis shettyi är en måreväxtart som beskrevs av K.Ravik. och V.Lakshm.. Hedyotis shettyi ingår i släktet Hedyotis och familjen måreväxter. Inga underarter finns listade i Catalogue of Life.